# سیکو اینسترومنتس
سیکو اینسترومنتس (انگلیسی: Seiko Instruments) شرکت الکترونیک ژاپنی است، که در سال ۱۹۳۷ تأسیس شد.